# Biserica Popa Soare
Biserica Popa Soare este o biserică de rit ortodox românesc, cu hramurile Adormirea Maicii Domnului (15 august), Sfântul Ierarh Teodosie de la Mănăstirea Brazi (22 septembrie) și Sfântul Ierarh Nicolae (6 decembrie), aflată pe str. Burghele nr. 7, în București. Ea datează din anul 1745, fiind construită de Jupân Iane cupețul, numit și Ene Boldescu, negustor din Buzău. Biserica a luat numele de Popa Soare de la întâiul său slujitor, sau unul dintre cei mai vrednici, numele lui figurând în pomelnicul vechi al bisericii. Mahalaua în care a fost construită, cunoscută sub același nume, se mai numea pe la 1862 și Mecetul turcesc. Aici își serbau căldărarii, în prima parte a existenței sale, patronii lor spirituali: Sfinții Atanasie și Chiril.

Un document datat 20 septembrie 1792 al lui Nicolae, Logofătul Sfintei Mitropolii, sprijinitor al bisericii menționează:
„ acesta este ctitorul bisericii celei vechi, după care și a luat numele de Popa Soare ”— Nicolae, Logofătul Sfintei Mitropolii,  20 septembrie 1792
Tâmpla a fost realizată la începutul sec. al XIX-lea, din lemn de tei poleit cu bronz. Pictura în ulei a bisericii – în stil realist, a fost realizată de Anton Serafim, pictor de biserici, elev al școlii de pictură de la Căldărușani și ucenic al lui Gheorghe Tătărescu, undeva prin anii 1880. În anul 1924 au fost confecționate vitraliile la Viena iar mobilierul din stejar sculptat și pictat a fost realizat de maestrul Grigore Dumitrescu în 1937. Tot în vremea respectivă a fost construită și casa parohială.
Biserica și-a păstrat forma inițială, cu plan treflat, cu pridvorul supra-lărgit, cu naosul acoperit de o calotă sferică închisă. Inițial, biserica avea două turle de lemn, din care una folosită și drept clopotniță, cea de pe naos fiind îndepărtată în anii 1940 – 1942, în timpul lucrărilor de consolidare.
De-a lungul timpului, biserica a cunoscut mai multe reparații și îmbunătățiri. 
- în anul 1791/1793, jupâneasa Călina și fiii ei au realizat prima renovare importantă. Pe lângă numeroase reparații, atunci s-a pardosit naosul și pronaosul și au fost donate icoanele împărătești, ferecate apoi în argint în anul 1833. Tinda a fost și ea pardosită de Voicana "Doftorița":[3]„ Cu ajutorul lui Dumnezeu făcutusau această pardoseală de Jupâneasa Călina, fiii săi, jupăn Toma Brașoveanul, sin Calița Văduva, Eane Neagu, Constantin Despa sin Rada Safta, Draga Leftera, Zamfira Enache Petru 1793. ”„ Această sfântă icoană s'a îmbrăcat în argint de robii lui Dumnezeu Răducanu sin Enache și Barbu sin Borănescu 1833 Martie 10. ”— (la icoana Maicei Domnului)„ Această sfântă icoană s'a îmbrăcat în argint de robii lui Dumnezeu Ioana Panait 1834 Aprilie 6. ”— (la icoana lui Isus Christos)
- cutremurul din anul 1838 a dus la închiderea bisericii și la realizarea de reparații capitale cu sprijinul enoriașilor;
- în anul 1902 a fost adăugat un pridvor cu portic la intrare;
- în 1924 și după cutremurul din 1940 au fost realizate consolidări și reparații;
- după cutremurul din 1977 au fost realizate alte reparații;
- pictura bisericii a fost restaurată în mai multe rânduri: în anii 1914, 1924, 1948 (de Gheorghe Eftimiu), și în 1967 de pictorul Gheorghe Teodorescu Romanați, care a pictat și fațada de intrare – panourile Sfinților Petru și Pavel;
- cele mai importante lucrări recente de restaurare (consolidări, reparații exterioare și interioare, restaurarea picturii, înlocuirea instalației electrice, a celei termice, a acoperișului etc.) au fost realizate între anii 1998 și 2004, ceea ce a repus în valoare frumusețea acesteia. După această ultimă restaurare biserica a fost resfințită;[11]
- de asemenea, în perioada 2013-2015 au fost efectuate lucrări de reabilitare și consolidare, cu refacerea drumurilor, nivelare, drenaj și iluminat.[12]

Dintre slujitorii mai însemnați, pot fi menționați Nifon Criveanu, viitorul mitropolit al Olteniei (paroh între 1922 și 1924) și preotul Atanasie Paraschivescu, ctitorul bisericii în secolul XIX (paroh între 1924 și 1964). În interiorul bisericii sunt șase pietre funerare ale ctitorilor și binefăcătorilor sfântului lăcaș datând din perioada 1755–1793.
În anul 2004 Primăria Sectorului 2 a așezat în curtea bisericii statuia lui Petre Țuțea, având ca autor pe Vasile Gorduz.
Slujitorii acestei biserici sunt Pr. paroh Nicolae Vladu și Pr. îmbisericit Gheorghe Tudose.

## Note

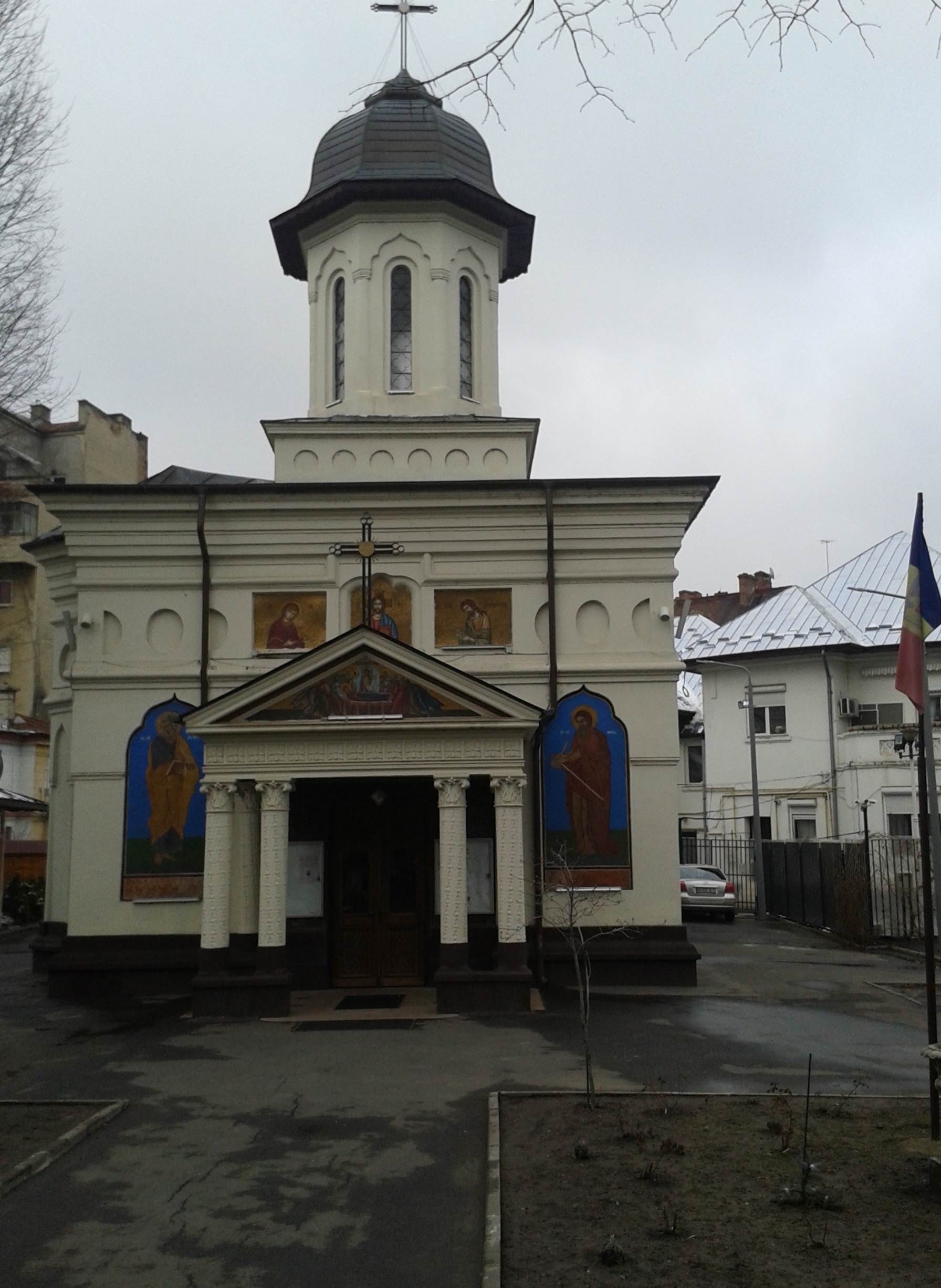
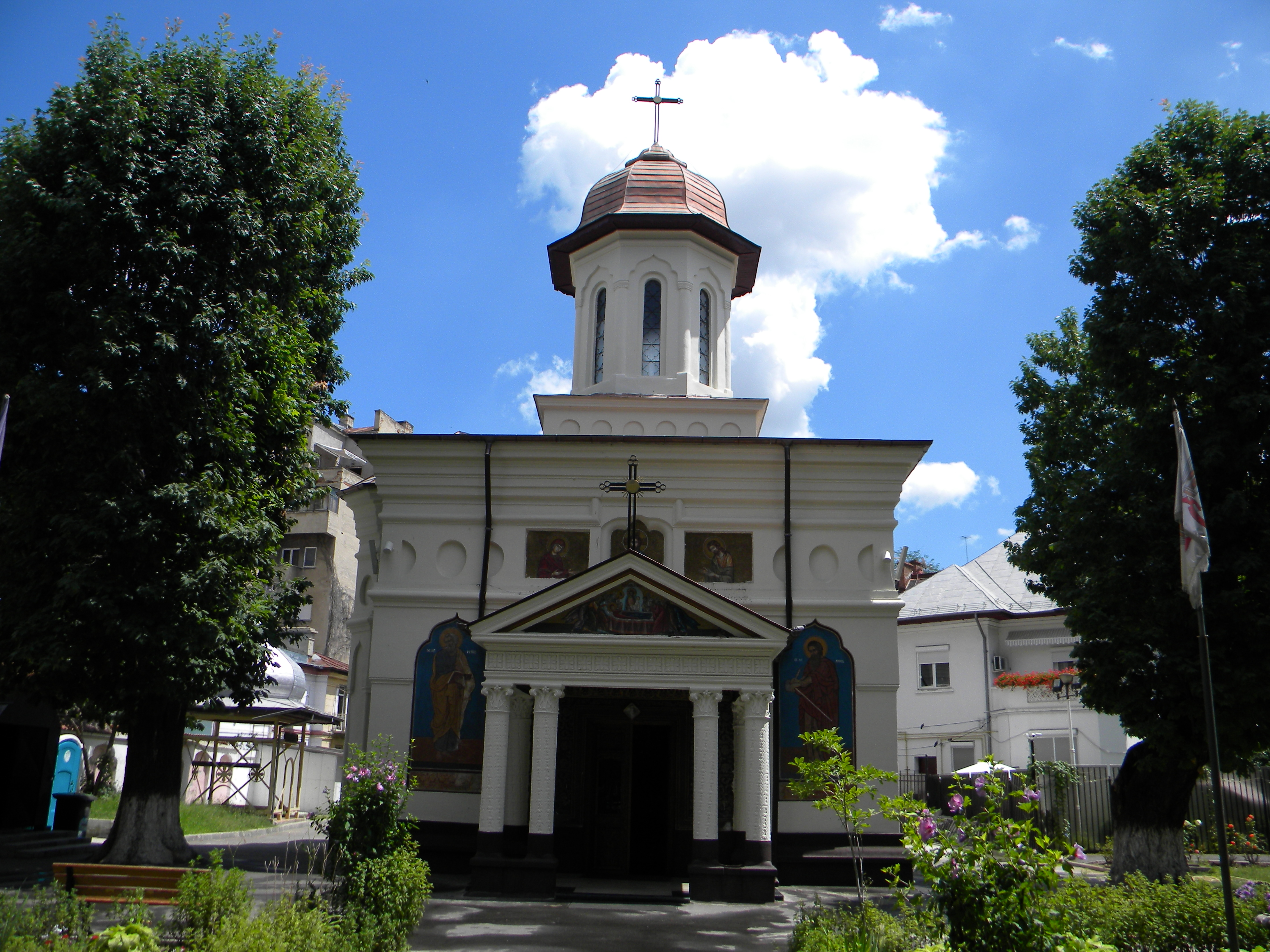
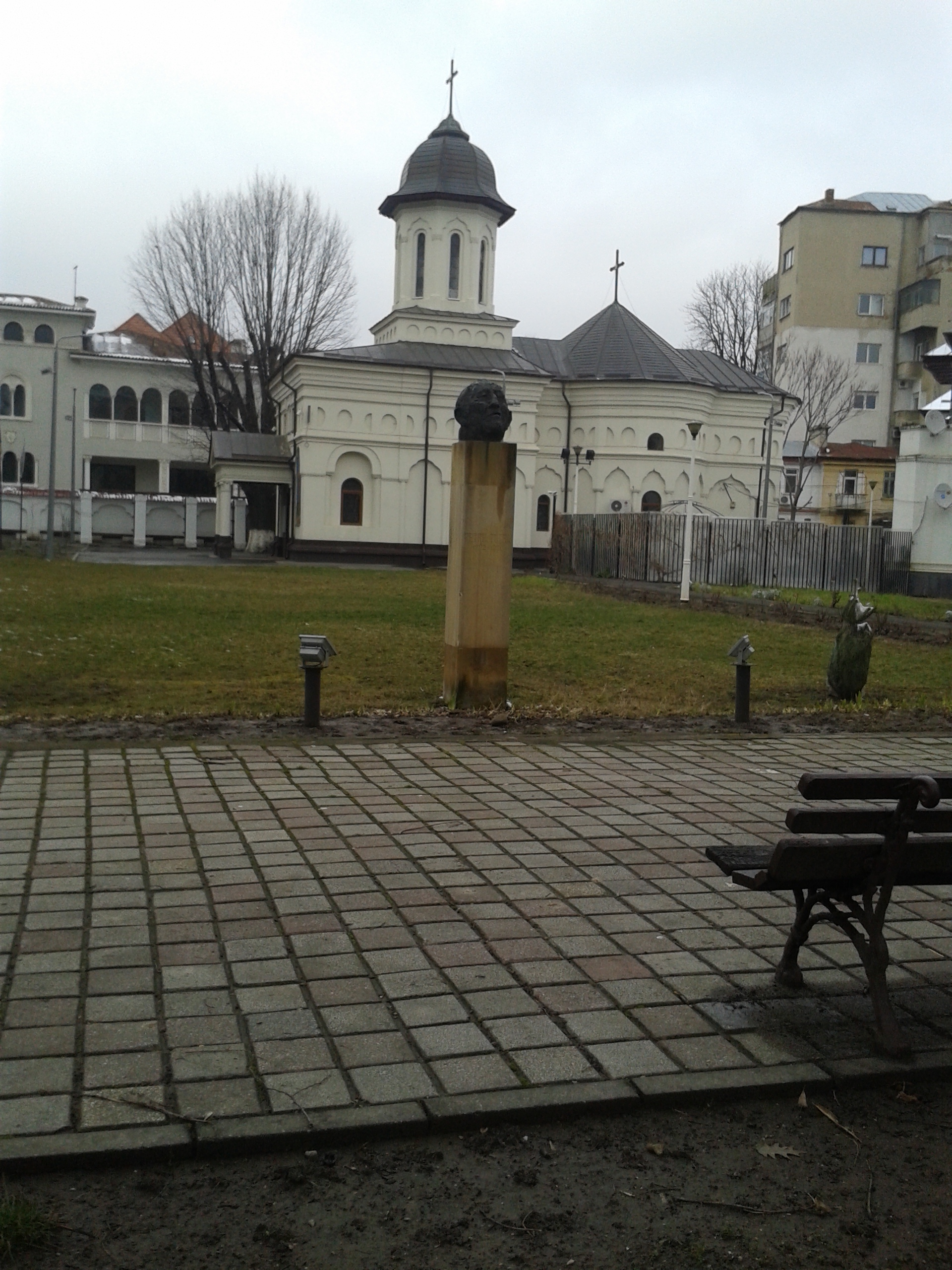
Biserica „Popa Soare” Bustul lui Petre Țuțea
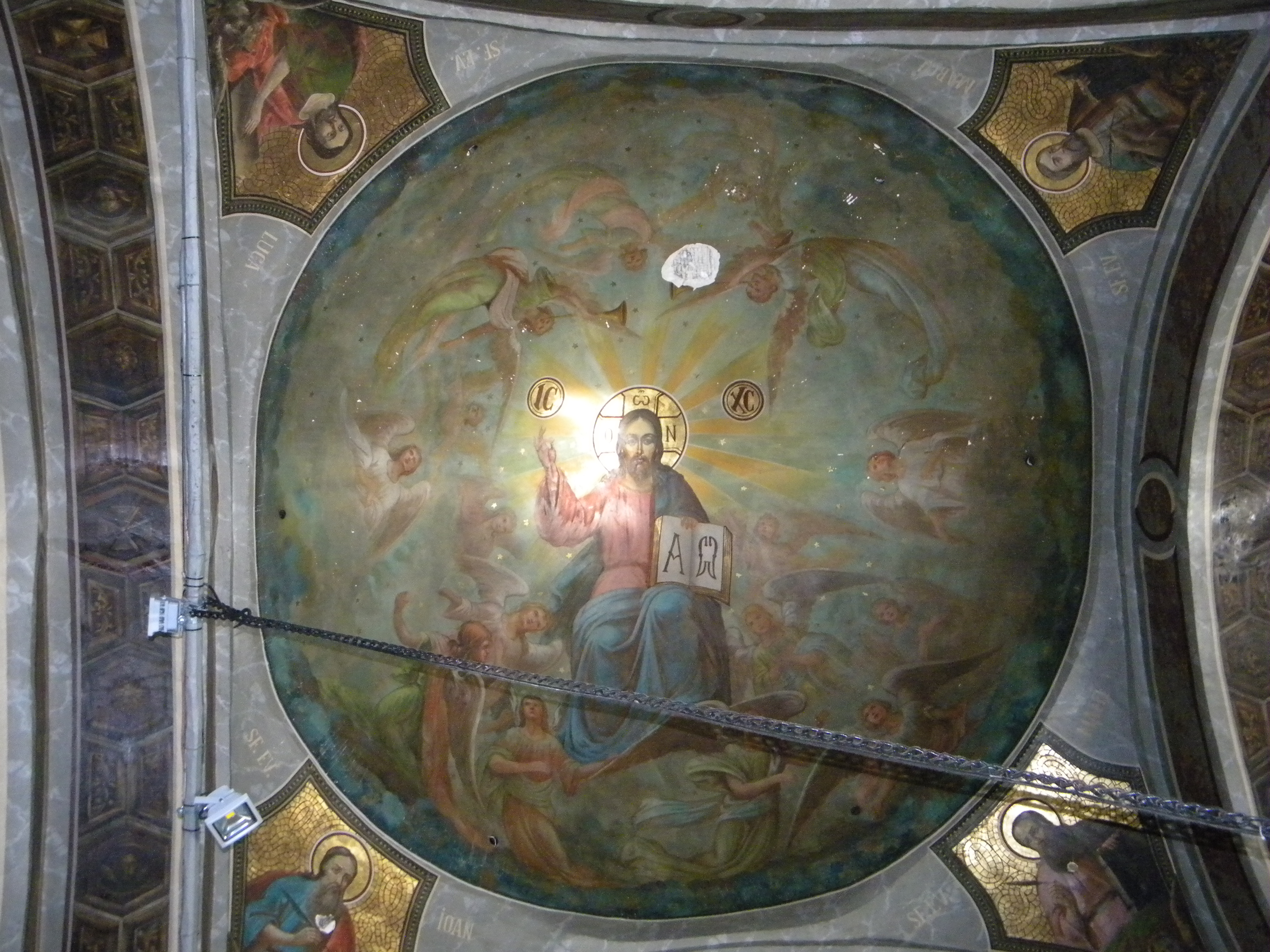
Biserica „Popa Soare” Plafon
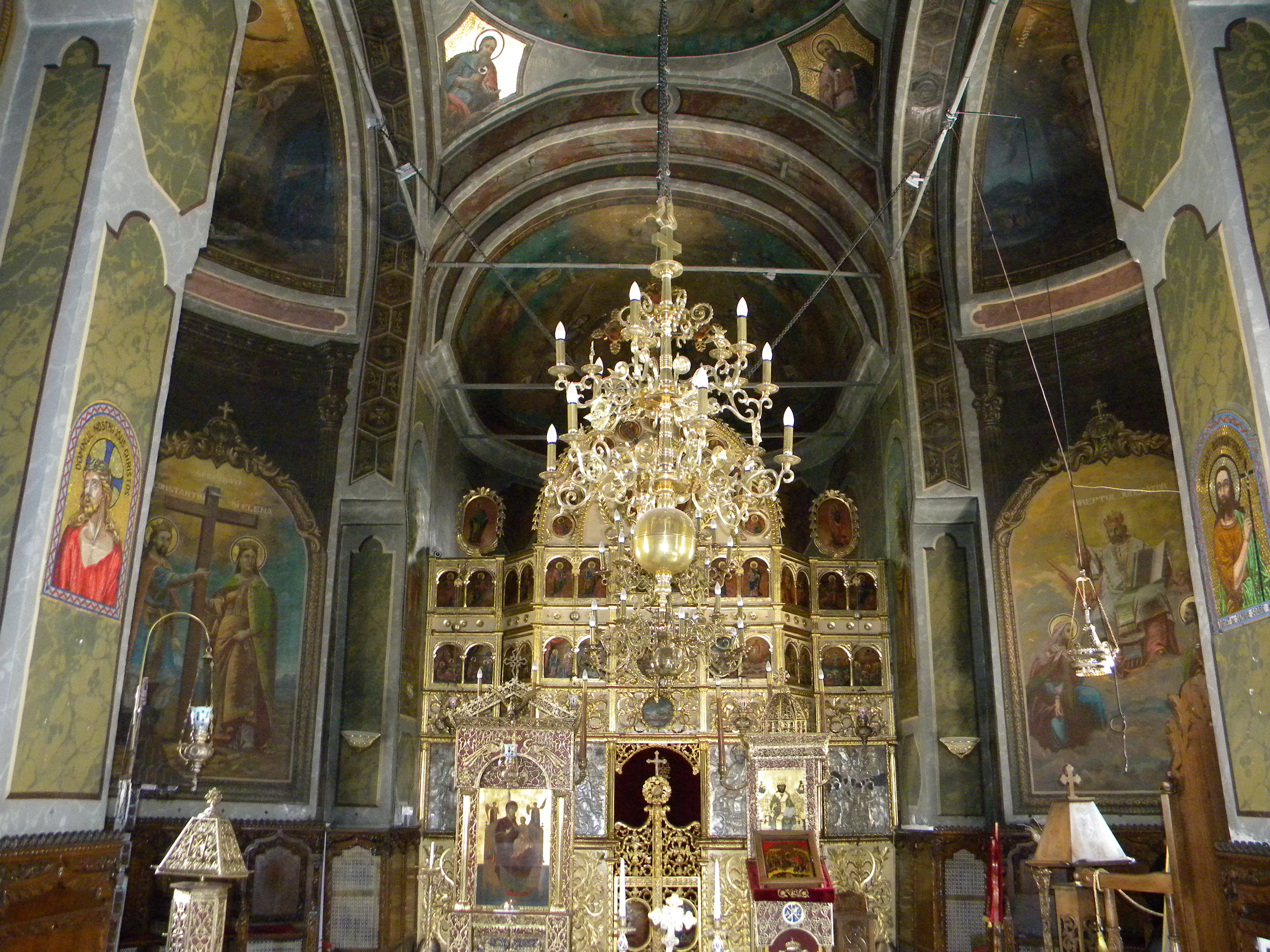
Biserica „Popa Soare” Interior
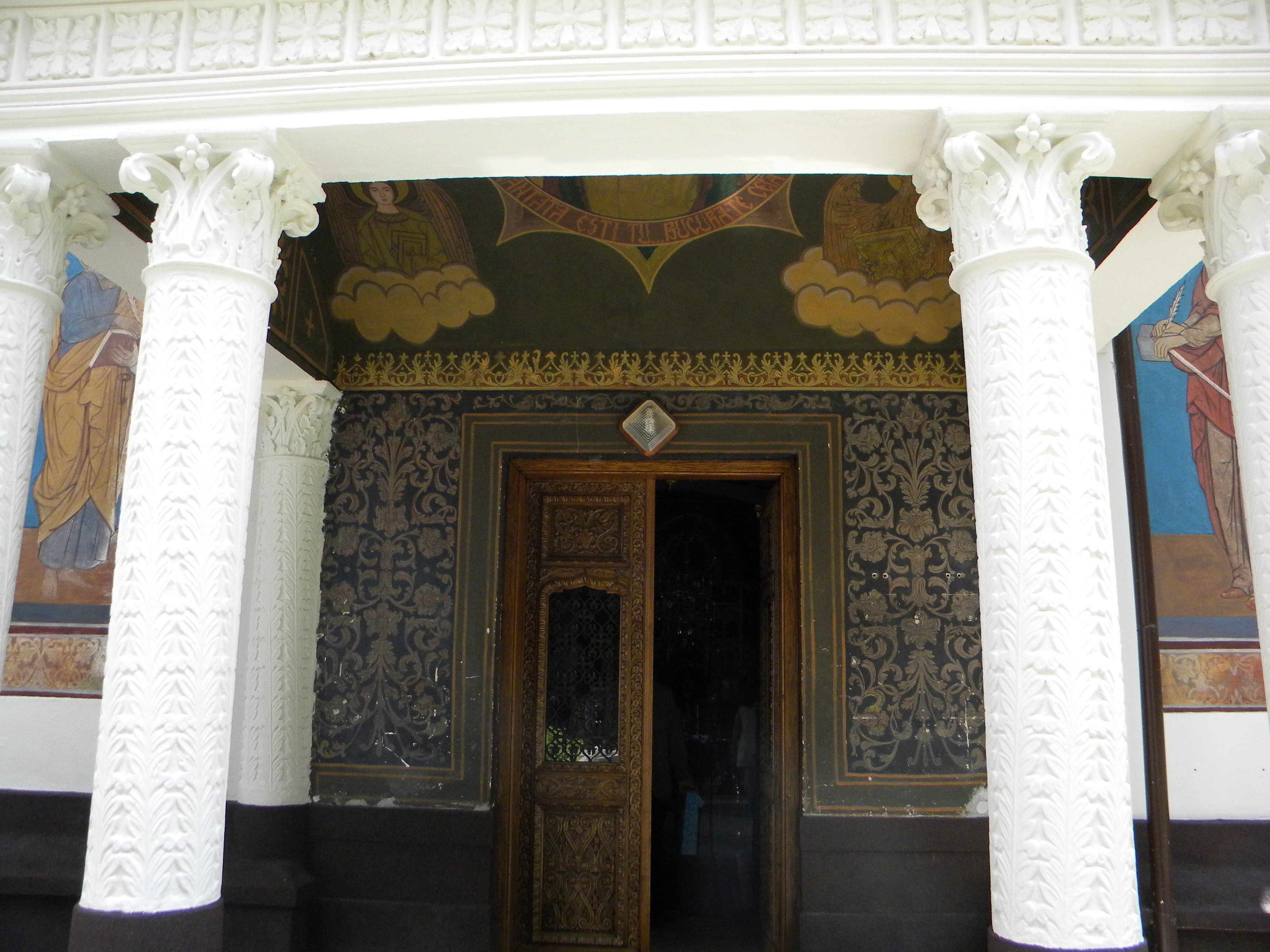
Biserica „Popa Soare” Intrarea în biserică